# Michael Popp (Fußballspieler, 1990)
Michael Popp (* 19. Jänner 1990 in Stockerau) ist ein österreichischer Fußballspieler.

## Karriere

### Verein
Popp begann seine Karriere beim SV Stockerau. Zur Saison 2004/05 wechselte er in die AKA St. Pölten. Zur Saison 2009/10 schloss er sich dem Zweitligisten SKN St. Pölten an. Sein Debüt in der zweiten Liga gab er im August 2009, als er am sechsten Spieltag gegen den SCR Altach in der Startelf stand und in der 60. Minute durch Christian Balga ersetzt wurde. Im Mai 2010 erzielte er bei einer 4:2-Niederlage gegen den FC Admira Wacker Mödling sein erstes Zweitligator. In seiner ersten Saison als Profi kam er zu 19 Zweitligaeinsätzen, in denen er ein Tor erzielte. In der Saison 2010/11 kam er zu 34 Ligaeinsätzen für die St. Pöltner und erzielte ein Tor. In der darauffolgenden Spielzeit machte er 29 Zweitligaspiele, in der Saison 2012/13 kam er zu 31 Einsätzen.
Zur Saison 2013/14 wechselte Popp zum Regionalligisten LASK. Beim LASK spielte er allerdings keine Rolle und kam nicht ein Mal zum Einsatz. Daraufhin wechselte er in der Winterpause zum Ligakonkurrenten SK Vorwärts Steyr. Für Steyr kam er in zwei Jahren zu 50 Einsätzen in der Regionalliga.
Im Jänner 2016 wechselte er zum fünftklassigen SV Stripfing. Mit Stripfing stieg er am Saisonende in die Landesliga auf, 2019 folgte schließlich auch der Aufstieg in die Regionalliga. In fünfeinhalb Jahren in Stripfing kam er zu insgesamt 121 Ligaeinsätzen für die Niederösterreicher. Zur Saison 2021/22 wechselte er zum fünftklassigen SV Stockerau, bei dem er einst seine Karriere begonnen hatte.

### Nationalmannschaft
Popp spielte 2008 ein Mal für die österreichische U-19-Auswahl. 2011 kam er zweimal für die U-21-Mannschaft zum Einsatz.